# ناحیه فارمینگتون (شهرستان واشینگتن، آرکانزاس)
ناحیه فارمینگتون، شهرستان واشینگتن، آرکانزاس (به انگلیسی: Farmington Township) یک منطقهٔ مسکونی در ایالات متحده آمریکا است که در شهرستان واشینگتن، آرکانزاس واقع شده‌است. ناحیه فارمینگتون ۳٬۶۰۵ نفر جمعیت دارد و ۳۵۰ متر بالاتر از سطح دریا واقع شده‌است.